# Fort Cobb
Fort Cobb var en amerikansk militærstation i Caddo County, Oklahoma, fra 1859-1869.:212  Det var opkaldt efter den siddende finansminister Howell Cobb.:56  På grund af sin placering i Indianerterritoriet var fortet en vigtig brik i general Sheridans planlægning af en vinterkampagne i 1868-1869 mod visse præriestammer.:37 

## Fort Cobb i skiftende nationers territorium
Pladsen udset til Fort Cobb lå på en del af prærien, som på en omskiftelig og til tider inkonsekvent måde tilhørte flere forskellige nationer gennem 1800-tallet, alt afhængigt af deres syn på geografien. Fra 1818 og frem til 1868 ville både quapaw stammen, USA, choctaw og chikasawerne samt kiowaerne og comancherne hævde ejerskab til lokaliteten i en vis periode.
Quapawerne havde tidligt gjort krav på området, hvor Fort Cobb siden blev opført, men stammen afstod det til USA den 24. august 1818 i en enorm landafståelse.:100  Den 18. oktober 1820 afstod USA dette nyligt opkøbte område til de forflyttede choctawer.:702  Den 22. juni 1855 indgik choctaw og chikasawerne en aftale om at lease en del af deres område i Indianerterritoriet erhvervet i 1820 til USA.:808 
Det såkaldte ”leased district” omfattede området mellem Canadian River i nord og Red River i syd og to længdegrader vest for den 98. længdegrad.:808  USA’s planer for distriktet var at bosætte bl.a. stammer forflyttet fra Texas,:26  oprette en indianerforvaltning navngivet Wichita Agency efter wichitaerne samt at bygge en militærstation i det.:412  Man fandt en egnet plads til Fort Cobb indenfor distriktets grænser, og fortet var en realitet i 1859.:26 
Under forhandlinger med kiowaerne og comancherne i 1865 erfarede USA,:839  at disse stammer bl.a. gjorde krav på de vestlige dele af området solgt af quapawerne til USA i 1818.:218  Den 18. oktober 1865 anerkendte USA at både Fort Cobb og distriktet leaset ud af choctaw og chikasawerne lå indenfor grænserne af kiowaerne og comanchernes netop etablerede reservat, hvilket medførte at fire stammer havde traktat på området samtidigt.:839 
Den 28. april 1866 afstod choctawerne og chikasawerne det leasede distrikt til USA:809  for 300.000 dollars,:919  hvorefter udelukkende kiowaerne og comancherne havde traktat på området.
USA mente at sikre sig traktat på grunden med Fort Cobb nord for Washita River med vedtagelsen af Medicine Lodge Treaty den 21. oktober 1867. Traktaten reducerede kraftigt kiowa og comanche reservatet, så det helt lå syd for Washita River.:846 

## Fortet bygget og bemandet
To kompagnier fra det første kavaleri-regiment og et kompagni fra det første infanteri-regiment byggede Fort Cobb i efteråret 1859. Det blev opført af pæletræ og adobe på et højereliggende areal nord for Washita River:28  og fem km vest for det allerede eksisterende Wichita Agency.:3  De adskilte barakker og officerernes bygning vendte ind mod en åben plads, som de tilsammen dannede en kvadrat om.:Tegning mellem 56 og 57  Bygningerne var med jordtag.:2 
Sammen med militærstationerne Fort Larned nordpå og Fort Griffin, Fort Concho, Fort McKavett, Fort Clark og Fort Duncan sydpå udgjorde Fort Cobb USA's militære grænse mod sydvest.:123 
Ved starten af den amerikanske borgerkrig trak den regulære hær i Fort Cobb sig tilbage til Fort Leavenworth, Kansas,:58  og sydstatstropper fra Texas tog fortet i besiddelse uden kamp kort efter.:59 

## Fortet lagt i ruiner
I oktober 1862 angreb caddoer og andre stammer i Indianerterritoriet med sympati for nordstaterne Fort Cobb og stak bygningerne i brand.:212  Fortet forblev en ruin under resten af borgerkrigen.:61 

## Fortet genbemandet i oktober 1868
Op til general Sheridans vinterkampagne 1868-1869 mod visse præriestammer kom Fort Cobb i funktion igen.
Fortet blev delvist genopbygget og bemandet af kompagni M, tiende kavaleri-regiment samt kompagni E, sjette infanteri-regiment fra Fort Arbuckle 100 km længere nede ad Washita River.:56  Fortet og områderne omkring det skulle fungere enten som et samlingssted eller en sikkerhedszone for indfødte lejre, der ønskede at vide sig udenfor fare for amerikanske angreb,:55  eller som et sted for amerikanerne at holde øje med indfødte som de ønskede væk fra felten, mens hærens operationer stod på andre steder på prærien.:234  Hæren ville uddele rationer til alle omkring fortet.:75 
Mange comancher og en del kiowaer befandt sig i området omkring Fort Cobb den 26. november. De fjerneste lejre lå 30 kilometer borte, da de ellers ville mangle græsningsarealer til deres hesteflokke.:65  Ved at tilbageholde kiowa høvdinge Satanta og Lone Wolf og true med at hænge dem lykkedes det hæren at bringe næsten alle kiowaernes lejre i nærheden af fortet sidst i december 1868.:234 

## Kendte folk i Fort Cobb
Flere samtaler mellem general William M. Hazen og forskellige høvdinge, bl.a. cheyenne høvdingene Black Kettle og Little Robe samt arapaho høvdingene Big Mouth og Spotted Wolf, fandt sted i Fort Cobb i november 1868.:315 
Den 17. december samme år ankom George A. Custer og hans mænd til fortet efter at have angrebet og ødelagt Black Kettles lejr ved Washita River omkring 150 km fra Fort Cobb sidst i november.:74 

## Fort Cobb nedlægges
Opførelsen af militærstationen Fort Sill omkring 50 km sydpå i 1869 betød nedlæggelsen af Fort Cobb den 12. marts samme år.:70 